# Tetranychus urticae
Espèce
Tetranychus urticae (le tétranyque tisserand, tétranyque commun, tétranyque à deux points, araignée rouge des serres, araignée rouge du cotonnier, acarien jaune tisserand) est une espèce d'acariens de la famille des Tetranychidae à répartition cosmopolite.
Cet acarien, plus connu sous le nom de Coche-Coche, en tant que parasite de nombreuses espèces végétales (plus de 900 espèces selon une étude canadienne), est un important ravageur des cultures, il est pour cette raison le membre le plus connu de la famille des Tetranychidae ou tétranyques. Bien qu'à peine visible, le tétranyque rouge qui peut former d'importantes colonies dans les serres agricoles et sur les cultures industrielles, tant en zones tropicales que tempérées, tisse une fine toile sur et sous les feuilles et peut conduire à la mort des plantes qu'il colonise.
Le génome de cette espèce a été entièrement séquencé en 2011 ; c'était le premier séquençage d'un génome du sous-embranchement Chelicerata parmi les arthropodes.

## Distribution
Tetranychus urticae est un organisme originaire de l'Eurasie, qui, répandu par l'Homme et les transports mondialisés a acquis une répartition cosmopolite,.

## Description

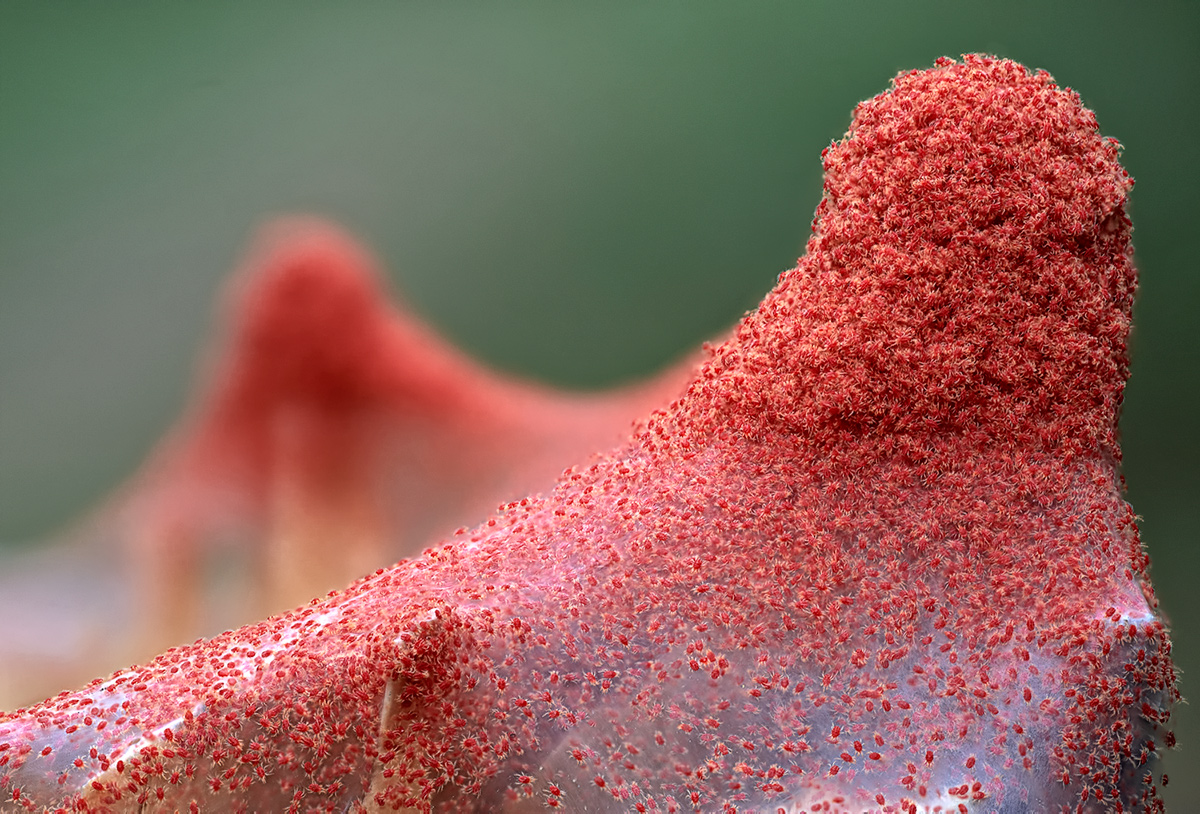
Colonie de Tetranychus urticae et son voile protecteur.

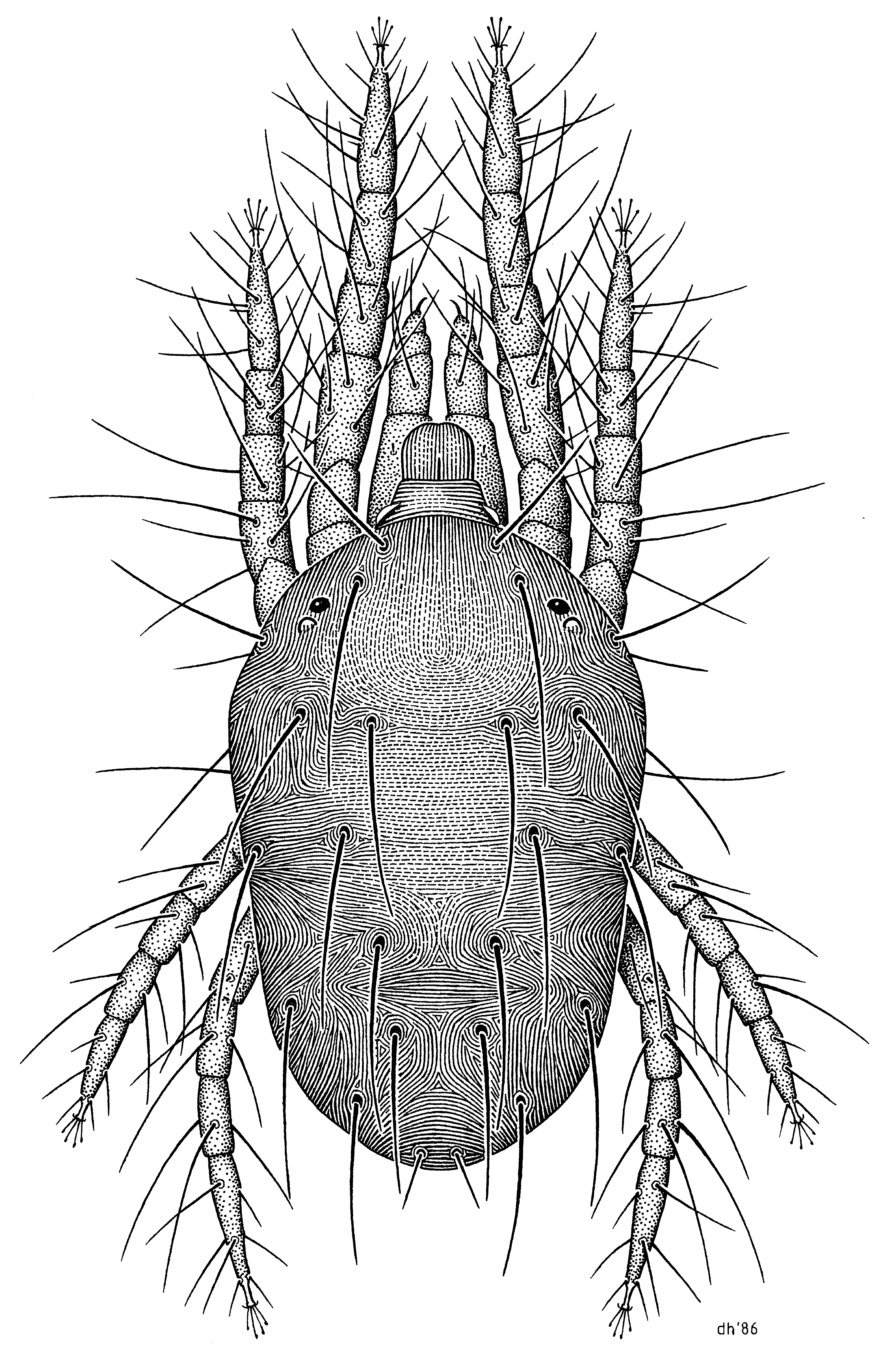
Dessin d'un tétranyque rouge.

Le tétranyque tisserand doit son nom au fait qu'à tous les stades actifs, il tisse à la face inférieure des feuilles des toiles soyeuses qui retiennent l'humidité et lui assurent une excellente protection de contre le vent, de nombreux prédateurs et certains traitements chimiques.
Tetranychus urticae est trop petit pour être bien visible à l'œil nu ; on le repère généralement par les taches rougeâtres ou verdâtres qu'il induit sur les feuilles et les tiges ; les adultes ont quatre paires de pattes et présentent sur le dos deux taches sombres caractéristiques. La femelle mesure 0,4-0,5 mm de long ; le mâle, plus petit et plus élancé, n'atteint que 0,3 mm de long. 
Outre certains pucerons, Tetranychus urticae est le seul animal connu capable de synthétiser des caroténoïdes. Comme chez les pucerons, les gènes de synthèse du carotène semblent avoir été acquis par transfert horizontal de gènes à partir d'un champignon,.
Les larves, de taille réduite, ne possèdent que trois paires de pattes. La nymphe est morphologiquement semblable à la femelle.

## Biologie

### Plantes-hôtes
Cet acarien est extrêmement polyphage ; capable de se nourrir de plus de 1 000 espèces de plantes hôtes susceptibles de l'accueillir, appartenant à 125 familles.
Ces hôtes sont aussi bien des plantes sauvages que maraichères (ex. : haricot, concombre, poivron, tomate) florales (ex. : rose) ou fruitières (ex. : fraises), ou de plein champ (ex. : maïs, cotonnier, trèfle, tournesol, vigne, houblon, pomme de terre , etc. C'est le ravageur le plus répandu de Withania somnifera en Inde.
Cet acarien constitue une menace pour les plantes hôtes en aspirant le contenu cellulaire des feuilles cellule par cellule, laissant de minuscules taches pâles ou des cicatrices là où les cellules épidermiques vertes ont été détruites. Bien que les lésions individuelles soient très petites, l'attaque de centaines ou de milliers de tétranyques peut causer des milliers de lésions, ce qui peut réduire considérablement la capacité photosynthétique des plantes.

### Reproduction, fécondité et cycle de vie
Les effets négatifs de la consanguinité sont limités pour la population générale par le fait que les descendants consanguins arrivent à maturité plus lentement que les non-consanguins. De plus, les descendants femelles consanguins ont un rendement reproducteur plus faible. Les femelles de Tetranychus urticae semblent capables de reconnaître leur parenté et éviter la consanguinité par le choix du partenaire.
Après accouplement, les femelles hivernent en diapause. Au printemps, elles migrent sur les adventices ou autres plantes herbacées et, après une période d'alimentation, y pondent un nombre élevé d'œufs lisses, sphériques et minuscules (diamètre inférieur à 0,1 mm). Blanchâtres et translucides après la ponte, ils s'opacifient et prennent un aspect jaune nacré avant l'éclosion. L'oeuf donne une larve, et deux stades de nymphe suivent (protonymphe puis deutonymphe, qui peut présenter des stades de repos). Les adultes sont généralement vert pâle la majeure partie de l'année, mais les générations ultérieures sont rouges. 
Tetranychus urticae peut aussi se reproduire par parthénogenèse arrhénotoque (forme de parthénogenèse où les œufs non fécondés donnent des mâles).
Une centaine d'œufs à raison de 10 par jour sont pondus sur des feuilles. Sur la vigne, la deuxième génération est active courant juin. L'espèce connait six à sept générations pendant l'été ; 
leur développement est optimal entre 23 et 30 °C et à une humidité relative inférieure à 50 %. 
Les générations se suivent à un rythme très rapide et l'acarien pullule. La dissémination du tétranyque tisserand se fait par passage d'une plante à l'autre (si elles se touchent), par le sol pour de faibles distances, par transport sur des objets ou des personnes ou par le vent, son fil de soie constituant un aérophore. À la fin de l'été, la forme orange devient prédominante et hiverne sous divers abris ou, dans les serres, près des sources de chaleur.
Le développement larvaire dure 16 jours à 20 °C et 7 jours à 31 °C.

### Nutrition
Pour se nourrir, il pique les feuilles et en aspire le suc cellulaire.

### Ennemis naturels

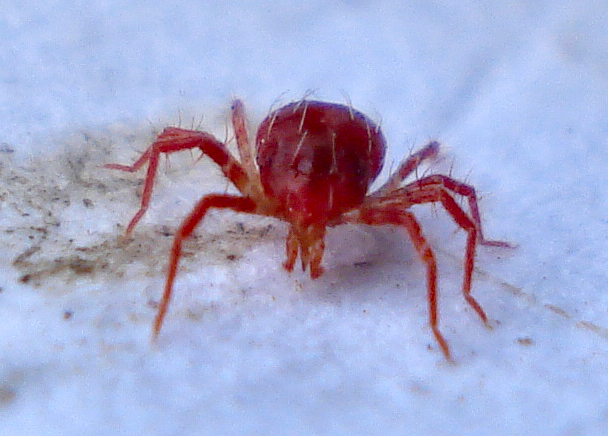
Phytoseiulus persimilis, l'un des principaux prédateurs du tétranyque rouge.

Tetranychus urticae a de nombreux prédateurs naturels, dont certains sont utilisés en lutte biologique.
Ce sont des acariens ou insectes prédateurs. Les principaux sont les suivants, :
- parmi les acariens, on peut citer plusieurs espèces de la famille des Phytoseiidae : Phytoseiulus persimilis, Amblyseius californicus, Amblyseius ovaloides, Amblyseius fallacis, Neoseiulus californicus.
- parmi les insectes, les espèces concernées sont notamment des coléoptères, tel Oligota flavicornis (Staphylinidae), des hémiptères, tels Stethorus punctillum et Stethorus histrio (Coccinellidae), ou Dicyphus hesperus (Miridae), des neuroptères, tel Conwentzia psociformis (Coniopterygidae), des diptères du genre Felthiella, notamment Feltiella acarisuga, des thysanoptères, tels Scolothrips hartwigi ou Scolothrips longicornis (Aeolothripidae).

## Dégâts
Les dégâts directs sont dus aux piqûres nutriciales : les feuilles prennent un aspect moucheté puis se dessèchent. En cas de pullulation, la plante peut mourir.
Par ailleurs, les toiles peuvent enserrer les organes de la plante et entraver leur développement. De tels dégâts indirects sont à craindre en serre où les colonies de cet acarien peuvent atteindre des densités très élevées.

## Génomique
Son génome a été entièrement séquencé en 2011 (premier séquençage d'un génome du sous-embranchement Chelicerata parmi les arthropodes) (les mâles sont haploïdes et les femelles diploïdes ; la taille du génome de cette espèce est de 90.82 Mb, Mb étant la mega base pairs, l'unité génétique désignant 1 000 000 de paires de bases).